# ナーディーヤ・ムラード
ナーディーヤ・ムラード・バーシー・ターハー（Nadia Murad Basee Taha, アラビア語: نادية مراد）は、ヤズィーディー教徒の人権活動家。1993年、イラクのスィンジャール近くにあるヤズィーディー教徒のコミュニティ、コジョ村（アラビア語: كوجو）生まれ。ノーベル平和賞候補に名前が挙がり、2016年9月16日に人身取引に関する国連親善大使に就任した。Yazda: Global Yazidi Organizationの支援を得て活動している。ナディア・ムラド、ナディア・ムラド・バセ・タハとも表記される。

## 来歴
何百人ものヤズィーディー教徒が殺戮されたスィンジャールの虐殺のさなかの2014年8月15日、ナーディーヤ・ムラードは故郷の村でイラクとレヴァントのイスラム国（ISIL）の男たちに捕まえられた。ムラードは、2人の姉又は妹、従姉妹、姪を含む村の女性や子どもたちと一緒にバスの中に押し込められ、ジハード主義者らが2ヶ月以上前に征服したモースルに連れて行かれた。ムラードの兄弟を含む男たちは、その間に殺害された。
拉致された女性たちはその場で戦闘員に贈り物のように交換された。ムラードが2015年12月に国連の安全保障理事会に説明したところによると、彼女はひときわ年かさの、他の戦闘員から一目を置かれている男に気に入られた。ムラードはこの男を「怪物」と表現し、連れて行かれるときに反抗しようとすると殴られたと述べた。ムラードは最終的に、別の「かなり小柄な」男に連れて行かれた。男は彼女に改宗を要求し（ムラードは拒否した）、自分と結婚することを要求した。男はムラードを殴り、輪姦して苦しめ、性的奴隷の地位に追いやった。 
ムラードは拉致されてから3ヶ月目のある日、モースルに住むある家族の助けにより逃亡に成功した。その家族はムラードがクルド人支配地へ向かうことができるように身分証も提供し、ムラードはイラク領クルディスタン地域の難民キャンプにたどり着いた。そのキャンプから彼女はヤズィーディー教徒を支援する組織にコンタクトを取り、ドイツに避難した姉と再会することができた。2015年2月、ムラードはバシマという仮名で始めて報道機関に自分の体験を証言した。ムラードの告白は、イギリス及びレバノンの弁護士、アマル・クルーニーの関心を惹き、ムラードはクルーニーに庇護されることとなった。2015年12月、ムラードは、ISILがヤズィーディー教徒に対して組織的なテロとジェノサイドを行っていると糾弾し、国連安保理事会にISILに対抗する介入を行うことを請願した。2016年9月16日、ムラードは、人身取引被害者の尊厳のための国連親善大使に就任した。
2016年10月、ラミヤー・ハッジー・バシャールとともにサハロフ賞を受賞した。受賞時には次のように演説した。「受賞の報酬は、ジェノサイドは二度と繰り返さないという力強い言葉です。イスラム国の奴隷制と人身取引の被害者となっている私たちヤズィディー教徒への、6700人以上の女性、少女、子どもたちに向けた言葉です。」
2018年1月、ムラードの活動を描いたドキュメンタリー映画『On Her Shoulders』（邦題『ナディアの誓い - On Her Shoulders』）が公開された。
同年10月、ノーベル平和賞を受賞した。

## 受賞歴
- 2016年、ヴァーツラフ・ハヴェル人権賞、欧州評議会議員会議より受賞。
- 2016年10月、サハロフ賞、欧州議会より受賞。
- 2018年10月、ノーベル平和賞を受賞。

## 自著
- 『THE LAST GIRL - イスラム国に囚われ、闘い続ける女性の物語』（吉井智津 訳、2018年 東洋館出版社）